# Aktion Moorschutz

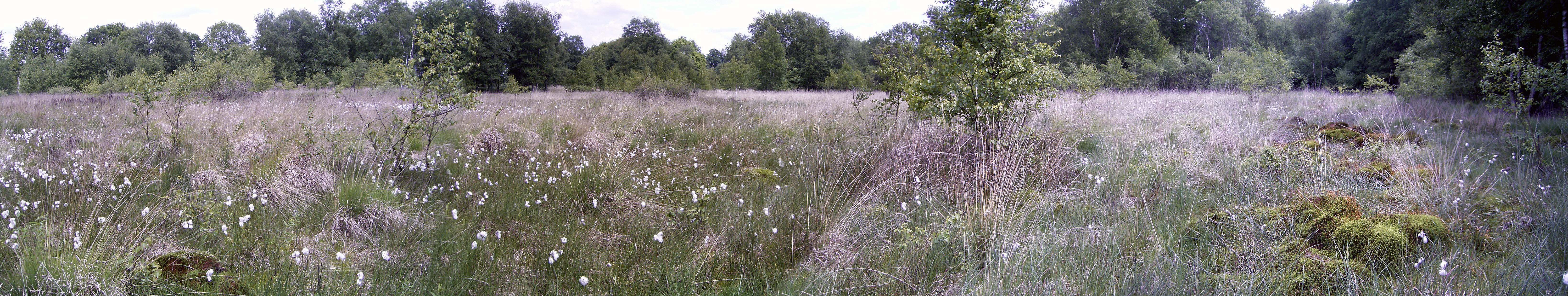
Vermoorung in einem armen Sanddünengebiet (Heidemoor, Niedersachsen)

Die Aktion Moorschutz ist ein Projekt zum Schutz der Moore in Niedersachsen. Durch landesweite Öffentlichkeitsarbeit und politisches Engagement treibt die Aktion den Erhalt und die Renaturierung verschiedener Moortypen in Nordwestdeutschland voran.
Sie wurde 2012 als überverbandliche Kooperation der Biologischen Station Osterholz, der Manfred-Hermsen-Stiftung sowie der Naturschutzverbände BUND und NABU in Niedersachsen gegründet und hat ihren Sitz in Osterholz-Scharmbeck.

## Hintergrund

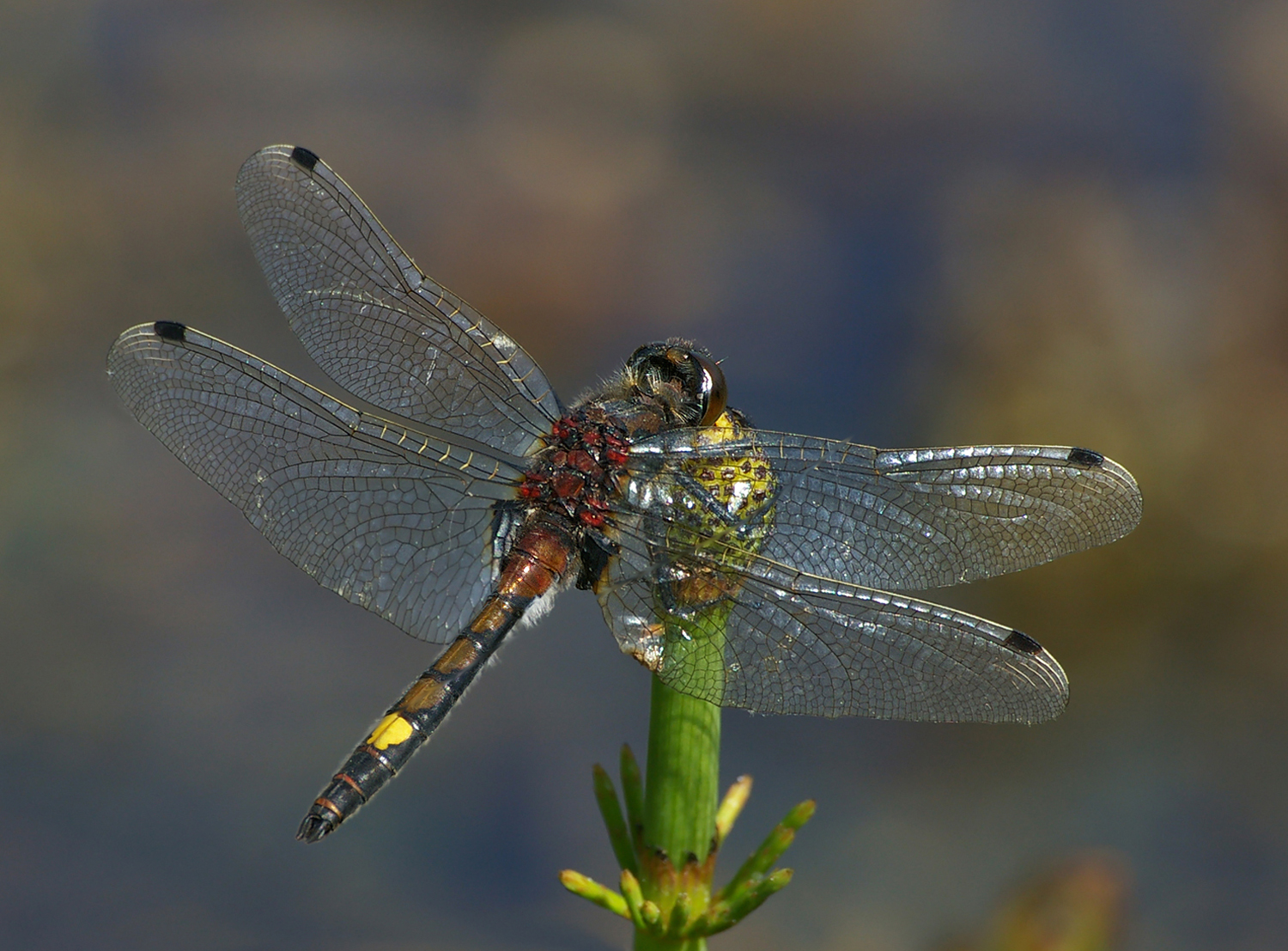
Die Große Moosjungfer ist ein typischer Moorbewohner. Die Aktion Moorschutz setzt sich für die Erhaltung ihres Lebensraums in Niedersachsen ein.

Von den bundesweit rund 18.000 km² Nieder- und Hochmoorflächen liegen etwa 38 Prozent in Niedersachsen. Das Bundesland hat damit eine besondere Verantwortung für den Moorschutz. Dennoch befinden sich hier die größten Torfabbaugebiete Mitteleuropas und die Moorböden sind größtenteils durch intensive landwirtschaftliche Nutzung stark degradiert.
Intakte Moorböden bestehen aus organischem Material und haben als Kohlenstoffspeicher eine weltweit große Relevanz. Zudem sind zahlreiche Ökosystemfunktionen an intakte Moore gekoppelt, neben dem Klimaschutzaspekt v. a. die Regulation des Bodenwasserhaushaltes, Stofffilterfunktion, Hochwasserschutz, Biodiversität. Intakte Moore bieten Lebensräume für seltene Tier- und Pflanzenarten und sind archäologische Forschungsquellen.
Entwässerte, degradierte Moorböden verursachen nach Aussage der Niedersächsischen Landesregierung rund 13 Prozent der Treibhausgase in dem Flächenland. Der Erhalt naturnaher Moorböden sowie die Wiedervernässung degradierter Moorböden tragen u. a. effizient zum Klimaschutz bei.

## Arbeit
Die Aktion Moorschutz bietet eine Plattform zur landesweiten Vernetzung von Initiativen aus dem Moorschutz. Sie informiert über die Bedeutung und den Status der Moore in Niedersachsen, informiert über ihre politische Arbeit, bietet eine Übersicht aktueller Entwicklungen und Veranstaltungen zum Thema und stellt weitere Informationsmaterialien bereit.
Im Vorfeld der Landtagswahl in Niedersachsen 2013 hat die Aktion Moorschutz Forderungen an die Landespolitik gestellt. Im neuen Regierungsprogramm wurde der Moorschutz verankert. Das Bündnis wirkt weiterhin beratend und fordernd für ein neues Moorschutzprogramm in Niedersachsen, für die Reduktion der Intensivlandwirtschaft auf Moorböden sowie eine Intensivierung der Schutzbemühungen dieses Lebensraumes.

## Ziele
Die Aktion fordert ein integriertes Moor- und Klimaschutzprogramm für Niedersachsen, eine landesweite Bestandsaufnahme der organischen Böden und einen koordinierten Aktionsplan zur Sicherung und zum Schutz der niedersächsischen Nieder- und Hochmoorböden.